# Mag Garden
A Mag Garden (マッグガーデン; Hepburn: Maggu Gāden) egy japán kiadóvállalat, amely mangákkal kapcsolatos nyomtatványokat jelentet meg, illetve ezek anime vagy élőszereplős film adaptációk munkálataiban is szerepet vállal. 2001. június 5-én alapította Hoszaka Josihiro az Enix (jelenleg Square Enix) művészeivel. A cég 2007. december 1-jén beolvadt a Production I.G-be, így létrehozva az IG Portot, majd a Mag Garden a Xebec-kel együtt az IG Port leányvállalata lett.

## Történelme
A Mag Gardent 2001. június 5-én alapította Hoszaka Josihiro, aki korábban az Enix-nél (jelenleg Square Enix) dolgozott szerkesztőként. A cég az Enix manga kiadói részlegének spin-out vállalataként lett létrehozva, mielőtt az összeolvadt volna a Square-rel. A Square és az Enix egyesülése számos mangaművésznek nem tetszett, mivel attól tartottak, hogy a műveikre nem tartanak tovább igényt és belefáradtak a durva bánásmódba, ezért kiléptek a Square Enix-ből és megalapították a Mag Gardent, ahol továbbra is megjelenhettek a mangasorozataik újabb fejezetei. A Mag Garden megalapítása és az egykoron a Square Enix-nél dolgozó mangaművészek kilépése szerzői jogvitákat indított a két cég között. A jogi viták 2003 márciusában fejeződtek be, amikor a Square Enix beleegyezett, hogy a Mag Garden tőkéjének 50%-át ők fogják  biztosítani. A mangákat, amelyeket egykoron az Enix jelentett meg a szerzőiknek át kellett nevezniük, hogy tovább folytathassák azokat. 2003. szeptember 22-én a Mag Garden különálló, független vállalat lett, felvételt nyert a Tokiói Értéktőzsdére miután a Square Enix eladta a cég összes náluk maradt részvényét.
2007. július 4-én a vállalat bejelentette a Production I.G anime stúdióval való egyesülését, és, hogy ezzel létrehozzák az IG Port nevű új céget. A Mag Garden és a Production I.G között szilárd kapcsolat alakult ki, mivel gyakran együttműködtek olyan manga/anime projekteken, mint például a Ghost Hound vagy a Sisters of Wellber. Az egyesülés előtt a Production I.G volt a Mag Garden második számú részvényese, részvényeinek 15%-át birtokolta. Az egyesülésre 2007. december 1-jén került sor, amikor a Mag Garden hivatalosan az IG Port leányvállalata lett.
A Mag Gardehez átpártolt mangaművészek közé tartozik Amano Kozue, Aszano Rin, Azuma Majumi, Chrono Nanae, Fudzsino Mojamu, Hakoda Maki, Josimura Nacuki, Kinosita Szakura, Kubo Szatomi, Macuba Hiro, Minene Szakurano, Szaitó Kazusza, Szorano Kaili, Todono Szeiucsiró és Tunaszima Sziró.

## Mangamagazinjaik
Jelenleg is futó
- Gekkan Comic Blade
- Gekkan Comic Avarus
- EDEN
- Blade+
- Web Comic Beat’s

Megszűnt
- Comic Blade Masamune
- Comic Blade Brownie
- Comic Blade Gunz
- Comic Blade Zebel